# Silver Surfer
De Silver Surfer is een fictieve superheld uit de strips van Marvel Comics. Hij werd bedacht door Jack Kirby, en verscheen voor het eerst in The Fantastic Four #48 (maart 1966). Voor een in twee delen verschenen verhaal dat door Jean Giraud (Moebius) werd getekend kregen Lee en Giraud in 1989 de Eisnerprijs.
De Surfer was vroeger Norrin Radd, een jonge astronoom van de planeet Zenn-La. Hij bood de godachtige Galactus zijn diensten aan om zijn planeet te redden van Galactus onstilbare honger. Galactus gaf hem enorme kosmische krachten (in de Engelstalige strips bekend als de Power Cosmic), een zilveren uiterlijk en een surfplankachtig vervoermiddel. Hij kreeg de opdracht nieuwe planeten voor Galactus uit te zoeken.
In het inmiddels klassieke verhaal "The Coming of Galactus" uit Fantastic Four #48-50 (1966) komt de Silver Surfer op Aarde en ontmoet de Fantastic Four. Hij verloochent Galactus, die hem voor straf naar de aarde verbant.
De Silver Surfer is een van Marvel Comics’ meest bekende karakters. Naast de strips deed hij ook mee in zijn eigen animatieserie, en had gastoptredens in de animatieseries van de Fantastic Four. Ook speelt hij een rol in de tweede Fantastic Fourfilm in 2007.

## Biografie
In de eerste stripverhalen wekte Kirby de indruk dat de Silver Surfer een halfgoddelijk wezen was, gecreëerd door Galactus. Deze Silver Surfer was enorm sterk, maar scheen niet het verschil te kennen tussen goed en kwaad. Lee’s idee was dat de Silver Surfer uiteindelijk een gevoel van medeleven zou ontwikkelen dankzij de blinde kunstenares Alicia Masters.
Lee en Kirby zetten dit thema voort via een serie van verhalen waarin de Surfer ook enkele negatieve menselijke trekjes leerde kennen zoals jaloezie (van Thing, die er niet tegen kon dat Silver Surfer uitging met zijn vriendin), kwaad ,wreedheid (na te zijn gevangen door Dr. Doom), wanhoop en ten slotte een honger naar wraak. Tegelijkertijd begon de Surfer qua persoonlijkheid te veranderen. Er werd echter niets bekendgemaakt over de Surfers leven voor zijn aankomst op Aarde, wat aansloot op het idee dat hij was gecreëerd door Galactus.
De Silver Surfers oorsprong werd echter aangepast met het uitkomen van zijn eigen stripserie. Hierin werd onthuld dat hij ooit een normaal leven leidde voordat hij de Silver Surfer werd. De Surfer was vroeger Norrin Radd, een inwoner van de planeet Zenn-La. Toen Galactus Zenn-La als zijn volgende slachtoffer uitkoos, maakte Norrin een deal met hem. Als Galactus Zenn-La met rust zou laten, zou Norrin voortaan zijn dienaar zijn. Galactus accepteerde de deal en gaf Norrin een grote hoeveelheid Kosmische Kracht, wat hem veranderde in de Silver Surfer. Daarna diende Silver Surfer een tijd als Galactus' heraut, met als doel nieuwe planeten voor hem uit te zoeken.
Op de Aarde ontmoette de Surfer een aantal individuen, onder wie de Fantastic Four, wier nobelheid en eer ervoor zorgden dat hij Galactus verloochende. Samen met de Fantastic Four was hij in staat Galactus van de Aarde te verjagen, maar als straf voor zijn verraad zorgde Galactus ervoor dat de Silver Surfer de Aarde niet meer kon verlaten. Gevangen op Aarde, besloot hij een superheld te worden.
Silver Surfer werd later gevangen door Dr. Doom die zijn krachten overnam. Doom verloor deze krachten weer toen hij op de barrière stuitte die Galactus had aangebracht om Silver Surfer op Aarde te houden. Zijn gevangenschap door Dr. Doom zorgde ervoor dat de Silver Surfer ervan overtuigd werd dat de mensheid een wreed ras was, dat ze alleen overleven als ze samen zouden spannen tegen een gemeenschappelijke vijand. Hij besloot zelf die vijand te worden en terroriseerde de wereld, totdat het Amerikaanse Leger hem wist neer te halen met een krachtabsorberend wapen gemaakt door Reed Richards.
Geholpen door de Fantastic Four wist de Silver Surfer Galactus pogingen om hem weer tot zijn dienaar te maken te weerstaan. Hij bevocht ook andere vijanden zoals de alien Badoon, Dr. Doom, Molecule Man en de demonische Mephisto. Maar door zijn frustratie over zijn situatie, en afkeer van wat mensen elkaar aandeden, kwam hij ook vaak in conflict met andere superhelden zoals Spider-Man, Human Torch en S.H.I.E.L.D.
Samen met Namor the Sub-Mariner, de Hulk en Dr. Strange vormde Silver Surfer het team de Defenders.
De Silver Surfer wist tweemaal Galactus’ barrière te doorbreken. De eerste maal met hulp van Reed Richards. Na zijn ontsnapping keerde hij terug naar Zenn-La, maar ontdekte dat deze planeet inmiddels door Galactus was verwoest. Bovendien dwong Mephisto hem terug te komen naar de Aarde door zijn geliefde Shalla-Bal te ontvoeren. Aangezien Reed Richards' methode maar een keer werkte, kwam de Surfer weer vast te zitten. Hij wist Shalla-Bal te bevrijden, en gaf haar voordat ze terugkeerde naar Zenn-La een deel van zijn kosmische kracht, zodat ze Zenn-La kon herstellen. De tweede maal doorbrak hij de barrière door, op advies van Thing, zonder zijn surfplank erdoorheen te vliegen. Hij sloot eindelijk vrede met Galactus door diens dienaar Nova te bevrijden, waarna Galactus de verbanning van de Surfer ophief.
Hierop verliet de Surfer de Aarde en bevocht vele vijanden in de ruimte zoals Reptyl, Ego the Living Planet, Super-Skrull, Midnight Sun en Tyrant. Hij keerde weer terug naar de Aarde toen hij zijn emoties weer begon te verliezen, en had op Aarde nog een tijdje een relatie met Alicia Masters. Sindsdien heeft de Surfer de Aarde geregeld verlaten, maar keerde altijd terug als zijn nieuwe thuiswereld hem nodig had.
Op dit moment heeft de Silver Surfer zich aangesloten bij een aantal andere dienaren van Galactus, die opgejaagd worden door Annihilus.

## Krachten en vaardigheden
De Silver Surfer bezit een grote kracht bekend als "Kosmische Kracht" (Power Cosmic), die hij verkreeg van Galactus. Hij kan kosmische energie absorberen in zijn lichaam, en dit voor verschillende doeleinden gebruiken. Hij kan energiestralen afschieten die sterk genoeg zijn om een planeet op te blazen. Ook kan hij de moleculen van materie veranderen en beïnvloeden, met transmutatie als gevolg. Hij kan door de tijd reizen. Hoewel hij wel in staat is iemand te genezen, bestaat er geen bewijs dat hij iemand weer tot leven kan brengen.
De Surfer bezit bovenmenselijke kracht, en kan deze kracht met zijn Kosmische Kracht nog verder versterken tot hetzelfde niveau als de Hulk. Zijn lichaam kan bewegen en reageren op bovenmenselijke snelheid. In de ruimte kan hij zelfs sneller vliegen dan lichtsnelheid.
Middels concentratie kan de Surfer zijn kosmische kracht gebruiken om zijn zintuigen abnormaal scherp te vergroten. Hij kan dingen zien die een lichtjaar verderop gebeuren, en de energiestromen om hem heen waarnemen. Echter: zijn soms introspectieve gedrag maakt dat hij zich onbewust wordt wat er om hem heen gebeurt.
Silver Surfers huid is gemaakt van een onbekend en vrijwel onverwoestbaar zilverkleurig materiaal. Slechts zeer weinig vijanden zijn er ooit in geslaagd dit materiaal te doorbreken. Hierdoor is de Surfer onkwetsbaar voor de meeste fysieke aanvallen. Hij kan gemakkelijk extreme temperaturen (zoals de kou in de ruimte of de hitte bij het betreden van de atmosfeer weerstaan, en kan zelfs door de kern van een ster vliegen zonder gevolgen). Daarnaast is hij eveneens bijna geheel ongevoelig voor telepathische of psychische aanvallen
De Surfer gaf zelf een keer toe dat hij niet langer “sterfelijk” is, maar dit houdt waarschijnlijk in dat hij zeer weinig biologische overeenkomsten heeft met mensen, en niet dat hij echt absoluut niet gedood kan worden. Wel lijkt de Surfer nooit ouder te worden. Ook kan hij leven zonder zuurstof en voedsel aangezien zijn lichaam rechtstreeks kosmische energie kan absorberen, wat hem in leven houdt.
Ondanks al deze krachten is de Silver Surfer niet onoverwinnelijk. In het verleden is hij al meerdere malen gewond geraakt door sterke vormen van magie, of door andere wezens die de kosmische kracht bezitten. Ook is hij niet geheel ongevoelig voor mentale aanvallen of manipulatie.

## Surfplank
Om te vliegen gebruikt de Silver Surfer een transportmiddel dat op Aarde bekendstaat als zijn "surfplank". Deze surfplank werd gecreëerd door Galactus en is gemaakt van hetzelfde onbekende materiaal als de Surfers lichaam. Om die reden is ook deze surfplank praktisch onverwoestbaar.
De surfplank is via een mentale link verbonden met de Surfer. Om deze reden “voelt” de Surfer het als zijn surfplank wordt beschadigd. Alleen de Silver Surfer, of een ander wezen dat dezelfde krachten heeft als hij kan de surfplank laten vliegen, en de Surfer kan zijn surfplank mentaal sturen. Hoewel de Surfer ook zonder zijn surfplank kan vliegen, geeft de surfplank hem grotere wendbaarheid en stelt hem in staat te vliegen zonder zijn eigen energie te hoeven gebruiken.
De Surfer kan zijn surfplank laten vliegen tot snelheden boven lichtsnelheid, maar op Aarde gebruikt hij doorgaans Mach 10.
Toen Galactus de Surfer naar de Aarde verbande, stelde hij de barrière rondom de planeet af op de surfplank aangezien de Surfer de Aarde nooit zou verlaten zonder zijn surfplank. Om die reden was de Silver Surfer wel in staat de barrière te doorbreken zonder zijn surfplank.

## Ultimate Silver Surfer
Oorspronkelijk zou in het Ultimate Marvel universum de ultimate versie van Vision de dienaar van Gah Lak Tus (de ultimate versie van Galactus) zijn. Dit werd echter veranderd in met het uitkomen van de miniserie Ultimate Extinction. In de finale van deze miniserie werd de ultimate versie van de Silver Surfer geïntroduceerd, maar niet als dusdanig genoemd.
In het Ultimate Marvel universum bestaan er tientallen versies van de Silver Surfer. Deze surfers zijn zilvergekleurde mensachtigen met de gave om vleugels te laten groeien en van vorm kunnen veranderen. Ze dienen als soldaten van Gah Lak Tus, met als taak de bevolking van een planeet grotendeels uit te roeien alvorens Gah Lak Tus zelf zijn aanval opent.
Aan het eind van de miniserie leken alle Silver Surfers terug te zijn geroepen door Gah Lak Tus, op 1 na. De kans is groot dat deze in de toekomst definitief de Ultimate versie van de Silver Surfer wordt.

## Silver Surfer in andere media

### Televisie
- De Surfer’s eerste geanimeerde verschijning was in de aflevering "Galactus" van de Fantastic Four serie uit 1967. Hij verscheen ook meerdere malen in de Fantastic Four animatieserie uit 1994, waarin zijn stem werd gedaan Robin Sachs.

- In 1998 verscheen de Silver Surfer animatie serie, en was een van de eerste series die computeranimatie combineerde met klassieke animatie. Het verhaal van de serie verschilde van de strip op verschillende fronten. Wel werd de Surfers oorsprong accuraat verteld, maar in de verklaring van hoe hij zijn emoties verkreeg werd de Fantastic Four weggelaten. De serie had bovendien een ongewoon serieuze ondertoon vergeleken met andere Marvel animatieseries. De serie werd al na het eerste seizoen van 13 afleveringen gestopt. Er stonden op dat moment nog 8 afleveringen op de planning, maar die zijn nooit gemaakt.

- Silver Surfer is een vast personage in de serie The Super Hero Squad Show

### Film
- De Silver Surfer verscheen in de film Fantastic Four: Rise of the Silver Surfer. In de film werd hij neergezet met CGI-effecten. Zijn stem werd gedaan door Laurence Fishburne en het acteerwerk door Doug Jones. Net als in de strips is hij een dienaar van Galactus, maar verraadt zijn meester uiteindelijk en redt de Aarde.

### Marvel Cinematic Universe
Sinds 2025 verscheen het personage in het Marvel Cinematic Universe en wordt hierin vertolkt door Julia Garner. Deze versie van Silver Surfer is de vrouwelijke versie van Silver Surfer, alias Shalla-Bal. Het personage wordt geïntroduceerd in The Fantastic Four: First Steps (2025), in een alternatief universum van de primaire tijdlijn in het Marvel Cinematic Universe. Silver Surfer is onder andere te zien in de volgende film:
- The Fantastic Four: First Steps (2025)